# Didimótico (Anatolia)
Didimótico (en griego; Δίδυμον Τεῖχος, cuyo significado es «Muros gemelos» o «Muro doble») era una antigua colonia griega de la Propóntide.
Perteneció a la liga de Delos puesto que aparece en registros de tributos a Atenas entre los años 454/3  y 418/7 a. C. Bajo la forma «Didimático» (en griego, Δίδυμα τείχη) es mencionada por Polibio entre los lugares que fueron conquistados por Atalo I, después de la ciudad de Carsea.
Su localización es dudosa puesto que por los registros de tributos a Atenas parece que debería estar en la costa norte de la Propóntide, junto a Fuerte Daunio pero debido a las indicaciones del texto de Polibio se ha sugerido que debe identificarse con Dimetoka, junto al río Gránico, en Anatolia.
Esteban de Bizancio, por otra parte, menciona una ciudad llamada Didimótico que ubica en Caria.